# Boléro

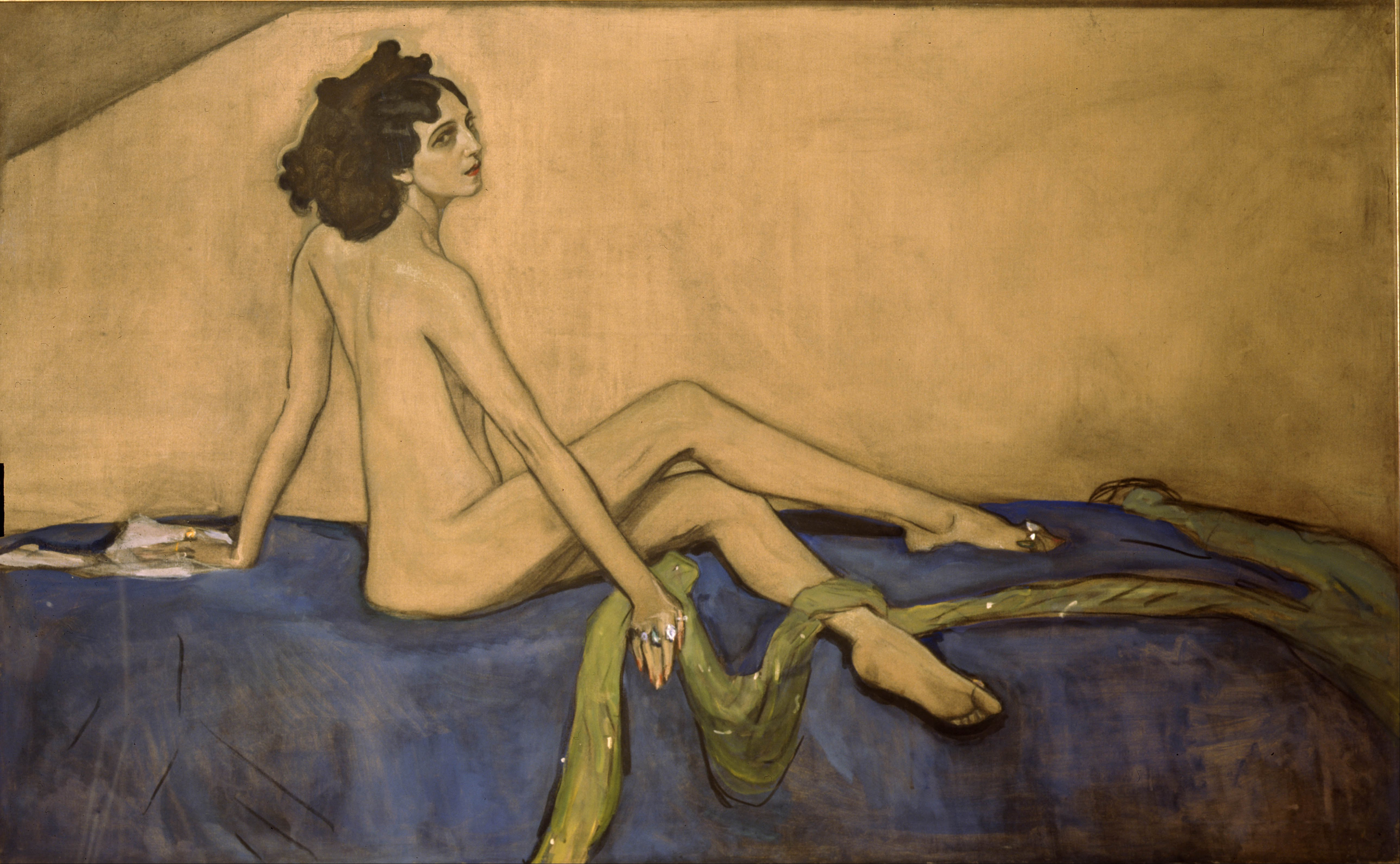
Dansaren Ida Rubinstein, som gav inspirationen till Boléro. Porträtt utfört av Valentin Serov.

Boléro är Maurice Ravels mest kända verk, uruppfört på Palais Garnier 22 november 1928. 
Boléro skapades som ett balettstycke, men spelas idag oftast som ett konsertstycke. Kompositionen blev en stor succé vid premiären i Paris med Ida Rubinstein och hennes danstrupp. Baletten var koreograferad av Bronislava Nijinska och formgiven av Alexandre Benois. Vid premiären hade en kvinna sagt att Ravel var galen, vilket Ravel kommenterade med "Aha! Hon förstod stycket!". Boléro är mellan 14 och 17 minuter långt.

## Stycket
Boléro, som går i C-dur, har en mycket enkel uppbyggnad. Stycket består av en melodi i två avdelningar repeterad om och om igen över en två takter lång ostinat rytm i 3/4-takt och med skiftande orkestrering. Hela stycket bildar ett stort crescendo, vilket är den grundläggande formidén. Kompositionen börjar mycket svagt i virveltrumma och stråk i pizzicato. En soloflöjt spelar melodin, som sedan tas över av olika instrument: klarinett, fagott, essklarinett, oboe, trumpet, saxofon, horn, stråkar och så vidare. Musiken blir hela tiden starkare tills hela orkestern spelar med. Sista gången ändras melodin och modulerar upp till E-dur, vilket får en överväldigande effekt, varefter musiken återgår till C-dur. I de sista sex takterna återstår endast rytmen. Där spelar slagverket huvudrollen, med bastrumma, cymbaler och tam-tam. Trombonerna spelar dissonanta glissandotoner medan resten av orkestern spelar virveltrummans rytm.
Boléro är en spansk dans i långsam 3/4-takt över en typisk rytmfigur. Ravels komposition består av två melodislingor på 16 takter som avlöser varandra. Den första slingan (a) spelas två gånger med två takters mellanrum och nästa slinga (b) presenteras på samma sätt. Melodi a går helt i C-dur, medan melodi b lånar in toner från den mixolydiska och frygiska skalan (tonerna bess respektive bess, ass, ess och dess). Ravel såg stycket mer som en uppvisning i orkesterering än som intressant musik. Han bibehåller lyssnarens intresse genom att hela tiden variera klangen och skapa nya instrumentkombinationer. Till exempel harmoniseras melodin vid ett tillfälle med ett durackord som sedan parallellförs. På så sätt skapas en bitonal klangeffekt som påminner om en orgel.

## Nordiska uppsättningar av baletten
Baletten sattes upp i Köpenhamn 1934 i koreografi av H. Lander. Åren 1938-1939 på Stockholmsoperan med Svend Åge Larsen som koreograf och dirigent. För dekor och kostymer svarade John Jon-And. Fredsåret 1945 fanns uppsättningar i såväl Oslo som Helsingfors. 

## Diskografi (urval)
- Bolero. Orchestre Symphonique de Montreal. Dutoit, dirigent. Decca. 2 CD. 1999.[2]